# Brindisi Sport 1975-1976
Questa voce raccoglie le informazioni riguardanti il Brindisi Sport nelle competizioni ufficiali della stagione 1975-1976.

## Stagione
Eliminato al primo turno della Coppa Italia con l'ultimo posto ottenuto nel proprio girone con un unico punto ottenuto, all'inizio della sua quarta stagione di Serie B il Brindisi cadde nelle ultime posizioni della classifica, finendo per occuparne stabilmente l'ultima posizione. A tre gare dalla conclusione del torneo la squadra venne quindi matematicamente retrocessa in terza divisione, concludendo al penultimo posto grazie a un sorpasso operato poche giornate prima sulla Reggiana.

## Maglie e sponsor
Rimangono invariate le divise con la maglia caratterizzata dal colletto a girocollo e la "V" sulla parte anteriore.
| Casa | Trasferta |  |

## Rosa
| N. |                   | Ruolo | Calciatore              |
| -- | ----------------- | ----- | ----------------------- |
|    | Italia (bandiera) | P     | Gianfranco Di Salvatore |
|    | Italia (bandiera) | P     | Giuseppe Ridolfi        |
|    | Italia (bandiera) | P     | Ubaldo Novembre         |
|    | Italia (bandiera) | P     | Raffaele Trentini       |
|    | Italia (bandiera) | D     | Mario Cantarelli        |
|    | Italia (bandiera) | D     | Claudio Cavalieri       |
|    | Italia (bandiera) | D     | Rodolfo Cimenti         |
|    | Italia (bandiera) | D     | Pietro Fontana          |
|    | Italia (bandiera) | D     | Gianfranco Guerrini     |
|    | Italia (bandiera) | D     | Enzo Vecchiè            |
|    | Italia (bandiera) | C     | Antonio Albano          |
|    | Italia (bandiera) | C     | Lorenzo Barlassina      |
|    | Italia (bandiera) | C     | Vincenzo Chiarenza      |
|    | Italia (bandiera) | C     | Diego Giannattasio      |
|    | Italia (bandiera) | C     | Francesco Liguori       |

| N. |                   | Ruolo | Calciatore          |
| -- | ----------------- | ----- | ------------------- |
|    | Italia (bandiera) | C     | Giovanni Marella    |
|    | Italia (bandiera) | C     | Andrea Minchioni    |
|    | Italia (bandiera) | C     | Federico Righi      |
|    | Italia (bandiera) | C     | Mauro Rufo          |
|    | Italia (bandiera) | C     | Francesco Torchio   |
|    | Italia (bandiera) | A     | Antonio Capone      |
|    | Italia (bandiera) | A     | Giuseppe Doldi      |
|    | Italia (bandiera) | A     | Giacomo Facchinetti |
|    | Italia (bandiera) | A     | Nicola Fusaro       |
|    | Italia (bandiera) | A     | Claudio Macciò      |
|    | Italia (bandiera) | A     | Orazio Parlato      |
|    | Italia (bandiera) | A     | Oscar Tusi          |
|    | Italia (bandiera) | A     | Nerio Ulivieri      |
|    | Italia (bandiera) | A     | Nicola Zanone       |

## Risultati

### Serie B

#### Girone di andata
| Arbitro: | Pieri (Genova) |

|            |           |                         |
| Albano 51’ | Marcatori | 34’ Albanese 62’ Savian |

| Arbitro: | Prati (Parma) |

|                        |           |  |
| Vianello 9’ Larini 37’ | Marcatori |  |

| Catania 12 ottobre 1975 3ª giornata | Catania            | 0 – 0 referto | Brindisi | Stadio Cibali\| Arbitro: \| Lanzetti (Viterbo) \| |
| Arbitro:                            | Lanzetti (Viterbo) |               |          |                                                   |

| Brindisi 19 ottobre 1975 4ª giornata | Brindisi           | 0 – 0 referto | Pescara | Stadio Comunale\| Arbitro: \| Reggiani (Bologna) \| |
| Arbitro:                             | Reggiani (Bologna) |               |         |                                                     |

| Arbitro: | Bergamo (Livorno) |

|                      |           |  |
| Pruzzo 67’ Bonci 90’ | Marcatori |  |

| Arbitro: | Mascali (Desenzano del Garda) |

|              |           |  |
| Ulivieri 61’ | Marcatori |  |

| Arbitro: | Lo Bello (Siracusa) |

|                       |           |  |
| Doldi 18’, 88’ (rig.) | Marcatori |  |

| Arbitro: | Mascia (Milano) |

|                             |           |  |
| Bellinazzi 2’ Ferradini 22’ | Marcatori |  |

| Arbitro: | Casarin (Milano) |

|               |           |  |
| Inselvini 24’ | Marcatori |  |

| Arbitro: | Benedetti (Roma) |

|                                      |           |                   |
| Rufo 34’ Ulivieri 62’ Barlassina 75’ | Marcatori | 83’ Di Bartolomei |

| Arbitro: | Foschi (Forlì) |

|                             |           |  |
| Muraro 54’, 63’ Ramella 81’ | Marcatori |  |

| Arbitro: | Barboni (Firenze) |

|              |           |  |
| Ulivieri 82’ | Marcatori |  |

| Arbitro: | Falasca (Chieti) |

|  |           |            |
|  | Marcatori | 6’ Zanolla |

| Arbitro: | Mascali (Desenzano del Garda) |

|             |           |  |
| Fiaschi 34’ | Marcatori |  |

| Arbitro: | Barbaresco (Cormons) |

|             |           |  |
| Marella 65’ | Marcatori |  |

| Arbitro: | Lapi (Firenze) |

|                      |           |  |
| La Rosa 13’ Nemo 80’ | Marcatori |  |

| Arbitro: | Governa (Alessandria) |

|                          |           |  |
| Chimenti 27’ (rig.), 57’ | Marcatori |  |

| Arbitro: | Mattei (Macerata) |

|           |           |                  |
| Doldi 60’ | Marcatori | 57’ Mastropasqua |

| Brescia 8 febbraio 1976 19ª giornata | Brescia                     | 0 – 0 referto | Brindisi | Stadio Mario Rigamonti\| Arbitro: \| Moretto (San Donà di Piave) \| |
| Arbitro:                             | Moretto (San Donà di Piave) |               |          |                                                                     |

#### Girone di ritorno
| Arbitro: | Ciacci (Firenze) |

|                                         |           |                  |
| Sacco 23’ (rig.), 63’ (rig.) Serato 61’ | Marcatori | 10’ (rig.) Doldi |

| Arbitro: | Trinchieri (Reggio Emilia) |

|  |           |                          |
|  | Marcatori | 17’ Pighin 20’ Magherini |

| Brindisi 29 febbraio 1976 22ª giornata | Brindisi         | 0 – 0 referto | Catania | Stadio Comunale\| Arbitro: \| Lenardon (Siena) \| |
| Arbitro:                               | Lenardon (Siena) |               |         |                                                   |

| Arbitro: | Mascia (Milano) |

|            |           |  |
| Rosati 60’ | Marcatori |  |

| Arbitro: | Lazzaroni (Milano) |

|              |           |                   |
| Ulivieri 23’ | Marcatori | 34’ (rig.) Pruzzo |

| Arbitro: | Terpin (Trieste) |

|                   |           |  |
| Torchio 3’ (aut.) | Marcatori |  |

| Arbitro: | Frasso (Capua) |

|                        |           |                   |
| Gambin 25’ Asnicar 47’ | Marcatori | 50’, 73’ Ulivieri |

| Arbitro: | Mascali (Desenzano del Garda) |

|  |           |                |
|  | Marcatori | 62’ Bellinazzi |

| Arbitro: | Benedetti (Roma) |

|              |           |             |
| Ulivieri 51’ | Marcatori | 40’ Turella |

| Arbitro: | Esposito (Torre Annunziata) |

|               |           |              |
| Bernardis 16’ | Marcatori | 90’ Ulivieri |

| Arbitro: | Lattanzi (Roma) |

|                 |           |  |
| Doldi 6’ (rig.) | Marcatori |  |

| Taranto 2 maggio 1976 31ª giornata | Taranto        | 0 – 0 referto | Brindisi | Stadio Salinella\| Arbitro: \| Foschi (Forlì) \| |
| Arbitro:                           | Foschi (Forlì) |               |          |                                                  |

| Arbitro: | Chiri (Mantova) |

|                                      |           |           |
| Zanolla 13’, 90’ Guerrini 63’ (aut.) | Marcatori | 52’ Doldi |

| Arbitro: | Lattanzi (Roma) |

|              |           |  |
| Ulivieri 35’ | Marcatori |  |

| Avellino 23 maggio 1976 34ª giornata | Avellino       | 0 – 0 referto | Brindisi | Stadio Partenio\| Arbitro: \| Agate (Torino) \| |
| Arbitro:                             | Agate (Torino) |               |          |                                                 |

| Arbitro: | Agnolin (Bassano del Grappa) |

|  |           |              |
|  | Marcatori | 68’ Arbitrio |

| Brindisi 6 giugno 1976 36ª giornata | Brindisi            | 0 – 0 referto | Sambenedettese | Stadio Comunale\| Arbitro: \| Panzino (Catanzaro) \| |
| Arbitro:                            | Panzino (Catanzaro) |               |                |                                                      |

| Arbitro: | Trinchieri (Reggio Emilia) |

|                                   |           |  |
| Chiarenza 51’, 89’ Vernacchia 82’ | Marcatori |  |

| Arbitro: | Lattanzi (Roma) |

|              |           |               |
| Ulivieri 21’ | Marcatori | 69’ Altobelli |

### Coppa Italia

#### Fase a gironi
| Arbitro: | Milan (Treviso) |

|             |           |  |
| Pezzato 32’ | Marcatori |  |

| Arbitro: | Trinchieri (Reggio Emilia) |

|  |           |                           |
|  | Marcatori | 77’ Chiarugi 79’ Sabadini |

| Arbitro: | Lattanzi (Roma) |

|                         |           |                          |
| Giannattasio 56’ (rig.) | Marcatori | 55’, 70’ Nemo 59’ Spelta |

| Perugia 21 settembre 1975, ore 17:00 CEST 5ª giornata - Girone 5 | Perugia             | 0 – 0 referto | Brindisi | Stadio Comunale di Pian di Massiano\| Arbitro: \| Lo Bello (Siracusa) \| |
| Arbitro:                                                         | Lo Bello (Siracusa) |               |          |                                                                          |

## Statistiche

### Statistiche di squadra
| Competizione | Punti | In casa | In casa | In casa | In casa | In casa | In casa | In trasferta | In trasferta | In trasferta | In trasferta | In trasferta | In trasferta | Totale | Totale | Totale | Totale | Totale | Totale | DR  |
| Competizione | Punti | G       | V       | N       | P       | Gf      | Gs      | G            | V            | N            | P            | Gf           | Gs           | G      | V      | N      | P      | Gf     | Gs     | DR  |
| ------------ | ----- | ------- | ------- | ------- | ------- | ------- | ------- | ------------ | ------------ | ------------ | ------------ | ------------ | ------------ | ------ | ------ | ------ | ------ | ------ | ------ | --- |
| Serie B      | 27    | 19      | 7       | 7       | 5       | 15      | 12      | 19           | 0            | 6            | 13           | 5            | 29           | 38     | 7      | 13     | 18     | 20     | 41     | -21 |
| Coppa Italia | 1     | 2       | 0       | 0       | 2       | 1       | 5       | 2            | 0            | 1            | 1            | 0            | 1            | 4      | 0      | 1      | 3      | 1      | 6      | -5  |
| Totale       |       | 21      | 7       | 7       | 7       | 16      | 17      | 21           | 0            | 7            | 14           | 5            | 30           | 42     | 7      | 14     | 21     | 21     | 47     | -26 |

### Andamento in campionato
| Giornata  | 1  | 2  | 3  | 4  | 5  | 6  | 7  | 8  | 9  | 10 | 11 | 12 | 13 | 14 | 15 | 16 | 17 | 18 | 19 | 20 | 21 | 22 | 23 | 24 | 25 | 26 | 27 | 28 | 29 | 30 | 31 | 32 | 33 | 34 | 35 | 36 | 37 | 38 |
| --------- | -- | -- | -- | -- | -- | -- | -- | -- | -- | -- | -- | -- | -- | -- | -- | -- | -- | -- | -- | -- | -- | -- | -- | -- | -- | -- | -- | -- | -- | -- | -- | -- | -- | -- | -- | -- | -- | -- |
| Luogo     | C  | T  | T  | C  | T  | C  | C  | T  | T  | C  | T  | C  | C  | T  | C  | T  | T  | C  | T  | T  | C  | C  | T  | C  | T  | T  | C  | C  | T  | C  | T  | T  | C  | T  | C  | C  | T  | C  |
| Risultato | P  | P  | N  | N  | P  | V  | V  | P  | P  | V  | P  | V  | P  | P  | V  | P  | P  | N  | N  | P  | P  | N  | P  | N  | P  | N  | P  | N  | N  | V  | N  | P  | V  | N  | P  | N  | P  | N  |
| Posizione | 15 | 20 | 20 | 20 | 20 | 19 | 14 | 18 | 19 | 16 | 20 | 19 | 20 | 20 | 20 | 20 | 20 | 20 | 20 | 20 | 20 | 20 | 20 | 20 | 20 | 20 | 20 | 20 | 20 | 20 | 20 | 20 | 20 | 19 | 19 | 19 | 19 | 19 |

Fonte:  SERIE B 1975-1976, su calcio-seriea.net.
Legenda:

Luogo: C = Casa; T = Trasferta. Risultato: V = Vittoria; N = Pareggio; P = Sconfitta.

### Statistiche dei giocatori
| Giocatore       | Serie B  | Serie B | Serie B     | Serie B    | Coppa Italia | Coppa Italia | Coppa Italia | Coppa Italia | Totale   | Totale | Totale      | Totale     |
| Giocatore       | Presenze | Reti    | Ammonizioni | Espulsioni | Presenze     | Reti         | Ammonizioni  | Espulsioni   | Presenze | Reti   | Ammonizioni | Espulsioni |
| --------------- | -------- | ------- | ----------- | ---------- | ------------ | ------------ | ------------ | ------------ | -------- | ------ | ----------- | ---------- |
| A. Albano       | 1        | 1       | ?           | ?          | 0            | 0            | ?            | ?            | 1        | 1      | ?           | ?          |
| L. Barlassina   | 33       | 1       | ?           | ?          | 0            | 0            | ?            | ?            | 33       | 1      | ?           | ?          |
| M. Cantarelli   | 27       | 0       | ?           | ?          | 4            | 0            | ?            | ?            | 31       | 0      | ?           | ?          |
| A. Capone       | 4        | 0       | ?           | ?          | 4            | 0            | ?            | ?            | 8        | 0      | ?           | ?          |
| C. Cavalieri    | 4        | 0       | ?           | ?          | 3            | 0            | ?            | ?            | 7        | 0      | ?           | ?          |
| V. Chiarenza    | 0        | 0       | ?           | ?          | 4            | 0            | ?            | ?            | 4        | 0      | ?           | ?          |
| R. Cimenti      | 32       | 0       | ?           | ?          | 3            | 0            | ?            | ?            | 35       | 0      | ?           | ?          |
| G. Di Salvatore | 0        | 0       | ?           | ?          | 0            | 0            | ?            | ?            | 0        | 0      | ?           | ?          |
| G. Doldi        | 31       | 6       | ?           | ?          | 0            | 0            | ?            | ?            | 31       | 6      | ?           | ?          |
| G. Facchinetti  | 1        | 0       | ?           | ?          | 0            | 0            | ?            | ?            | 1        | 0      | ?           | ?          |
| P. Fontana      | 3        | 0       | ?           | ?          | 2            | 0            | ?            | ?            | 5        | 0      | ?           | ?          |
| N. Fusaro       | 26       | 0       | ?           | ?          | 0            | 0            | ?            | ?            | 26       | 0      | ?           | ?          |
| D. Giannattasio | 2        | 0       | ?           | ?          | 4            | 1            | ?            | ?            | 6        | 1      | ?           | ?          |
| G. Guerrini     | 35       | 0       | ?           | ?          | 1            | 0            | ?            | ?            | 36       | 0      | ?           | ?          |
| F. Liguori      | 16       | 0       | ?           | ?          | 4            | 0            | ?            | ?            | 20       | 0      | ?           | ?          |
| C. Macciò       | 19       | 0       | ?           | ?          | 3            | 0            | ?            | ?            | 22       | 0      | ?           | ?          |
| G. Marella      | 15       | 1       | ?           | ?          | 0            | 0            | ?            | ?            | 15       | 1      | ?           | ?          |
| A. Minchioni    | 6        | 0       | ?           | ?          | 2            | 0            | ?            | ?            | 8        | 0      | ?           | ?          |
| U. Novembre     | 0        | -0      | ?           | ?          | 3            | -6           | ?            | ?            | 3        | -6     | ?           | ?          |
| O. Parlato      | 1        | 0       | ?           | ?          | 0            | 0            | ?            | ?            | 1        | 0      | ?           | ?          |
| G. Ridolfi      | 4        | -5      | ?           | ?          | 1            | -0           | ?            | ?            | 5        | -5     | ?           | ?          |
| F. Righi        | 24       | 0       | ?           | ?          | 0            | 0            | ?            | ?            | 24       | 0      | ?           | ?          |
| M. Rufo         | 30       | 1       | ?           | ?          | 2            | 0            | ?            | ?            | 32       | 1      | ?           | ?          |
| F. Torchio      | 30       | 0       | ?           | ?          | 2            | 0            | ?            | ?            | 32       | 0      | ?           | ?          |
| R. Trentini     | 35       | -36     | ?           | ?          | 0            | 0            | ?            | ?            | 35       | -36    | ?           | ?          |
| O. Tusi         | 6        | 0       | ?           | ?          | 0            | 0            | ?            | ?            | 6        | 0      | ?           | ?          |
| N. Ulivieri     | 31       | 10      | ?           | ?          | 0            | 0            | ?            | ?            | 31       | 10     | ?           | ?          |
| E. Vecchiè      | 30       | 0       | ?           | ?          | 1            | 0            | ?            | ?            | 31       | 0      | ?           | ?          |
| N. Zanone       | 3        | 0       | ?           | ?          | 0            | 0            | ?            | ?            | 3        | 0      | ?           | ?          |